# 埼玉ガス
埼玉ガス株式会社（さいたまガス）は、埼玉県深谷市に本社を置く、ガス事業者である。国際石油開発帝石（旧帝国石油）のグループ会社である。

## 概要
1960年7月に会社設立し、同年12月に事業を開始した。1996年には契約が5000戸を超えた。2012年12月現在では6,248戸にまで契約数が増えている。その一方、供給区域以外でガスの供給をしていることが発覚し、2012年10月12日に経済産業省関東経済産業局資源エネルギー環境部から厳重注意を受けている。

### 営業区域
- 深谷市中心部。

### ガス種
- 13A（都市ガス）